# 周希孟
周希孟（約1013年—1054年），字公闢，福州闽侯南嶼鎮芝田村人，宋朝官员、名士。

## 生平
始祖周维岳随王审知入闽，二世周汉迁侯邑六都芝田（今闽侯县南屿镇芝田村）。少讀《五經》，精於《易》學。曾任福州州學教授。與名士劉夔、曹穎叔、蔡襄等友好，與陈襄、陈烈、郑穆稱“海滨四先生”。著有《易义》、《诗义》10卷、《春秋总例》12卷、《周四门文集》2卷等。